# Lucius Antistius Vetus (Konsul 55)
Lucius Antistius Vetus († um 65 in Rom) war ein römischer Senator des 1. Jahrhunderts n. Chr. und wahrscheinlich Sohn des Konsuls des Jahres 23, Gaius Antistius Vetus. Er bekleidete im Jahr 55 zusammen mit Kaiser Nero das Konsulat. Noch im selben Jahr wurde er Legat des obergermanischen Heeres. Von diesem Posten wurde er schon im nächsten Jahr abgelöst.
In den Jahren 64/65 wurde Antistius Prokonsul der Provinz Asia. Nachdem er in Ungnade gefallen war, kehrte er nach Rom zurück. Um einer Anklage zu entgehen, entzog er sich dieser zusammen mit seiner Tochter Antistia Politta durch Selbstmord. Er war sehr wahrscheinlich der Bruder von Gaius Antistius Vetus, Konsul im Jahr 50.
Laut Tacitus wollte Vetus Saône und Mosel durch einen Kanal verbinden, um so einen schiffbaren Wasserweg vom Mittelmeer über den Rhein bis nach Britannien herzustellen.